# Oxydesmus levipes
Oxydesmus levipes är en mångfotingart som beskrevs av Carl Graf Attems 1901. Oxydesmus levipes ingår i släktet Oxydesmus och familjen Oxydesmidae. Inga underarter finns listade i Catalogue of Life.